# هارتلی، کنت
هارتلی (به انگلیسی: Hartley) یک روستا و محله مدنی در بریتانیا است که در Sevenoaks واقع شده‌است. هارتلی ۵٬۳۵۹ نفر جمعیت دارد.